# Teletrader Software
A TeleTrader Software AG egy web- és szoftveralkalmazásokat előállító, és pénzügyi adatszolgáltató vállalat. A cég fő tevékenységi köre pénzügyi és gazdasági adatok szemléltetése. A cégközpont Bécsben, az első kerületben található. A TeleTrader egy nemzetközi szinten tevékenykedő vállalat, Ausztriában és Magyarországon piacvezető. A fő felvevőpiaca a Közép-Kelet Európai CEE és Délkelet-Európai SEE régió.

## Története
A TeleTrader Software AG-t 1991-ben, Bécsben  alapította Christian Josef Baha. A vállalat valós idejű termékek (Realtime) archiválására és szemléltetésére specializálódott.  Kezdetben az osztrák Teletextről nyerték az adatokat, de emellett az első projektjüket   a Reutersnek végezték. A részvényeket 2001-ben vezették be a  Bécsi Tőzsdére. A TeleTrader részvényeket ma a Bécsi és a Berlini Tőzsdén is jegyzik.

## A magyar leánycég: Portfolio - TeleTrader Kft.
2005 végén egy közös vállalaton keresztül megalapították a TDCfinancialt, amiben a többségi tulajdonos a TeleTrader Software AG lett. Kezdetben a hangsúly a magyar piaci adatok minél sikeresebb integrációjára és kínálatára összpontosult, így a Budapesti Értéktőzsde és egyéb adatforrások speciális értékeinek beágyazására is sor került magyar nyelven. A magyar brókerek számára 2006 nyarától elérhetőek a valós idejű tőzsdeadatok. A társaság saját online weboldala is elkészült 2006 nyarán, amely jelenleg www.portfoliofinancial.hu néven üzemel.  2006-tól elérhető az anyavállalat TeleTrader Professional nevű grafikonrajzolójának magyar nyelvű változata is, ami banki tanácsadóknak és brókereknek kínál segítséget mindennapi munkájuk során. 2007-ben az egyik stratégiai partnerrel (Net Média Zrt.) vegyes vállalatot alakított Portfolio-TeleTrader Kft. néven - amiben többségi tulajdonos a TeleTrader Software AG -  és így piacvezető pozícióba került Magyarországon. A közös vállalat azóta nem csupán a Budapesti Értéktőzsde, hanem a nemzetközi tőke- és pénzpiacok széles körű információit és hozzájuk kapcsolódó technológiákat kínál partnerei számára.

## Üzleti modell
A TeleTrader a következő üzleti szegmensekben tevékenykedik:
- TeleTrader Professional Munkaállomás.[2]
- Web- & Mobil alkalmazások
- Tartalomszolgáltatás
- Backoffice alkalmazások

## Referenciák
A TeleTrader az osztrák bankcsoport nagy részét ügyfelei között tudhatja. Több pénzügyi portált lát el a szoftver-ház adatokkal és szoftverekkel. Ide tartozik a Raiffeisen-Bank, Direktanlage.at, Volksbank is.

## Weboldalak
- http://m.teletrader.com%5B%5D PDA-Lösung von TeleTrader Software AG
- http://professional.teletrader.com Technische Analyse Software